# Henk Nijboer
Henk Nijboer (nascido em 31 de março de 1983) é um economista e ex-político holandês, nascido em Groningen. Como membro do Partido Trabalhista (Partij van de Arbeid), ele foi deputado de 20 de setembro de 2012 a dezembro de 2023. Anteriormente, foi membro do parlamento provincial da província de Groningen de março de 2003 a março de 2007 . Desde 6 de dezembro de 2023, é quartel-mestre da agenda social em Groningen (todos os municípios) e North Drenthe (municípios Aa e Hunze, Noordenveld e Tynaarlo). Sua nomeação vai até 31 de dezembro de 2024.

## Trajetória
De 2001 a 2007, estudou Economia geral na Universidade de Groningen. A partir de 2007, foi doutorando no projeto de pesquisa Reforma da Previdência Social da Universidade de Leiden. De 2008 a 2012, trabalhou como diretor de políticas de coordenação no Departamento do Departamento de Política Financeira e Econômica (AFEP).